# The Best Day
The Best Day je čtvrté sólové studiové album amerického kytaristy a zpěváka Thurstona Moorea z roku 2014. Vedle kytaristy se na nahrávce podíleli ještě bubeník Steve Shelley, baskytaristka Debbie Googe a kytarista James Sedwards.

## Před vydáním
Poté, co se v roce 2011 rozpadla Mooreova skupina Sonic Youth, vydal kytarista sólové akustické album Demolished Thoughts (2011) a následně vystupoval s projektem Chelsea Light Moving, s nímž rovněž vydal eponymní album. Tato skupina však následně ukončila svou činnost, neboť se Moore přestěhoval z New Yorku do Londýna. Zde se setkal s kytaristou Jamesem Sedwardsem a nejprve spolu hráli v duu; později vystupoval jako předkapela skupiny The Dust, kterou vede další člen Sonic Youth, kytarista Lee Ranaldo. Odtud později přišel i třetí člen Mooreova nového projektu, bubeník Steve Shelley, který rovněž působil ve skupině Sonic Youth. Jako poslední se ke skupině přidala baskytaristka Debbie Googe, která hrála se skupinou My Bloody Valentine.

## Vydání
V únoru 2014 vydal Thurston Moore singl „Detonation“ (na druhé straně gramofonové desky byla píseň „Germs Burn“). Datum vydání alba bylo oznámeno v březnu 2014 a bylo stanoveno na 20. říjen 2014, kdy jej vydalo americké nezávislé hudební vydavatelství Matador Records. Titulní skladba byla uvolněna na internet v srpnu toho roku. Již 12. října toho roku bylo premiérově představeno prostřednictvím internetových stránek rozhlasové stanice NPR.
Na obalu se nachází fotografie jeho matky Eleanor v moři se psem pojmenovaným Brownie, která byla pořízená na Floridě v roce 1940. Album vyšlo ve třech verzích: na kompaktním disku, gramofonové desce a také v digitální verzi. Ve verzi na gramofonové desce jde o dvojalbum, kde na první straně se nachází jedna skladba a na druhé také pouze jedna; na druhé desce jsou na první straně čtyři písně a na druhé zbylé dvě.

## Podpora alba
V souvislosti s propagací alba Moore se stejnými hudebníky odehrál koncertní turné. První koncert proběhl již v srpnu 2014 v Londýně a následovaly další v různých evropských a amerických zemích.

## Kritika
Kritička Harriet Gibsone o albu ve své recenzi pro deník The Guardian řekla, že zní spíše jako spiknutí před povstáním, než jako anarchie samotná. Recenzent Matthew Ritchie, který napsal recenzi pro internetovou verzi měsíčníku Exclaim!, svou recenzi zakončil slovy: „Puristé budou vždy toužit po Sonic Youth, ale s kapelou a albem této kvality, kdo by se staral o minulost?“ Fred Thomas o albu ve své recenzi pro server Allmusic napsal, že Thurston Moore na albu „opět zkoumá zvuk, který plodil generace napodobitelů, ale stále zní jako nikdo jiný.“

## Seznam skladeb
Autorem hudby i textů je Thurston Moore, krom uvedených výjimek.
| Pořadí         | Název             | Text           | Délka |
| -------------- | ----------------- | -------------- | ----- |
| 1.             | Speak to the Wild |                | 8:30  |
| 2.             | Forevermore       |                | 11:15 |
| 3.             | Tape              | Radieux Radio  | 5:54  |
| 4.             | The Best Day      |                | 4:31  |
| 5.             | Detonation        | Radieux Radio  | 2:56  |
| 6.             | Vocabularies      | Radieux Radio  | 4:31  |
| 7.             | Grace Lake        |                | 6:53  |
| 8.             | Germs Burn        |                | 5:52  |
| Celková délka: | Celková délka:    | Celková délka: | 50:22 |

## Obsazení

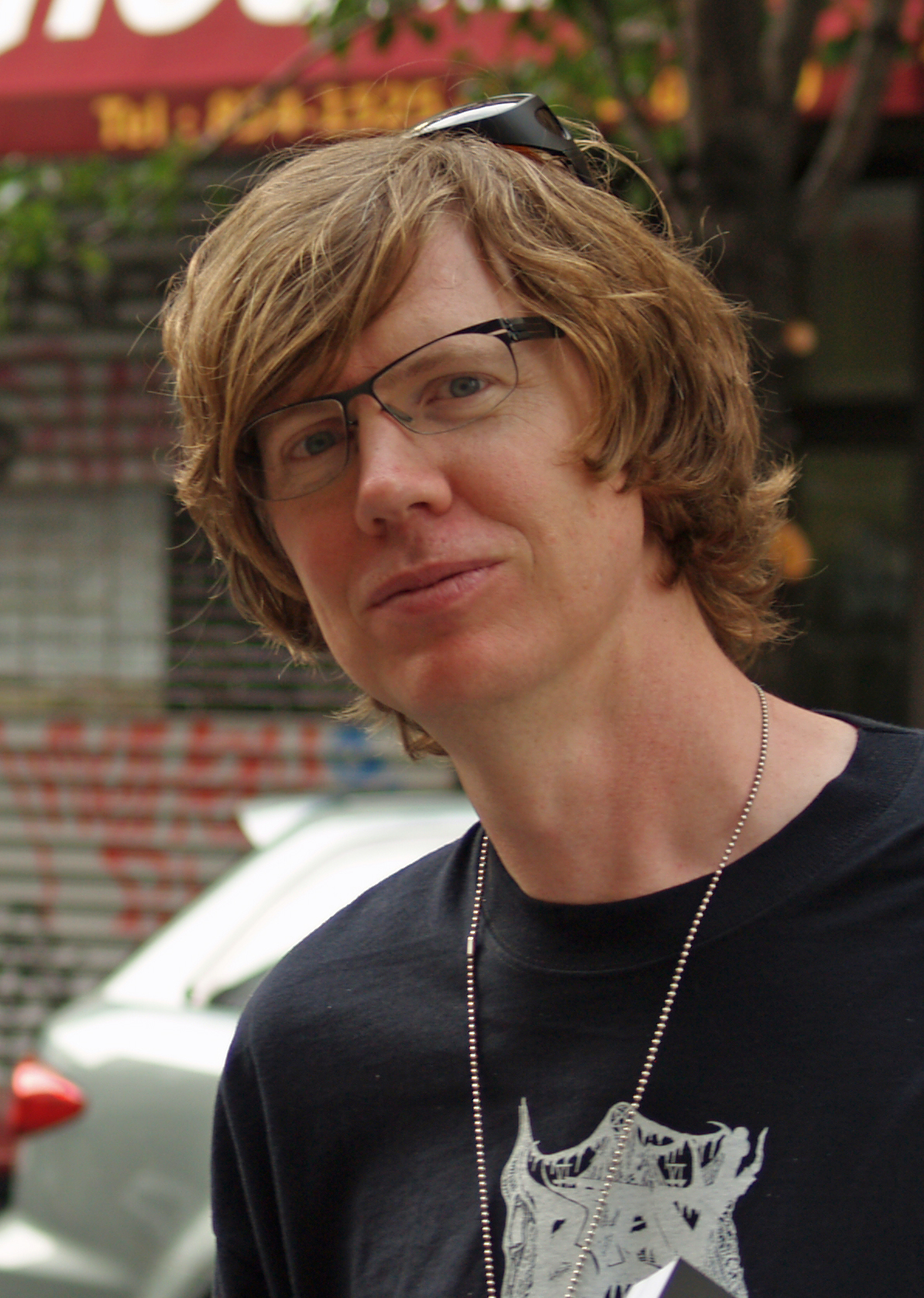
Thurston Moore

### Hudebníci
- Thurston Moore – zpěv, kytara (všechny skladby), baskytara („Tape“, „Detonation“ a „Vocabularies“)
- James Sedwards – kytara („Speak to the Wild“, „Forevermore“, „The Best Day“, „Detonation“, „Grace Lake“ a „Germs Burn“)
- Debbie Googe – baskytara („Speak to the Wild“, „Forevermore“, „The Best Day“, „Grace Lake“ a „Germs Burn“)
- Steve Shelley – bicí („Speak to the Wild“, „Forevermore“, „The Best Day“, „Grace Lake“ a „Germs Burn“)
- Steve Dore – bicí („Detonation“)

### Technická podpora
- Thurston Moore – produkce
- Dan Cox – mixing, nahrávání
- Charlie Nash – nahrávání („Detonation“)
- Orlando Leopard – nahrávání („Detonation“)
- Ash Gardner – zvukový inženýr („Speak to the Wild“ a „Germs Burn“)
- Shaun Savage – zvukový inženýr („Forevermore“, „The Best Day“ a „Grace Lake“)
- Matt Colton – mastering
- Alison Fielding – umělecký směr